# 格庫線
格庫線 (かっこせん、中文表記: 格库铁路) は、中国青海省ゴルムド市から新疆ウイグル自治区コルラ市に至る、全長1214.6kmの鉄道路線。

## 概要
当路線は砂漠やオアシス、高原、山脈など様々な地形を縫うように走っており、最大標高差は2500メートルを超える。
また当路線は、新疆ウイグル自治区と他地域（省など）を結ぶ3本目の鉄道路線となっている。
2020年6月30日に先ず青海省区間（格爾木～茫崖鎮）が開通、次いで同年12月9日に残る新疆ウイグル自治区に至る区間が開通し、全線開通となった。

更に2022年6月16日には、経由地の一つである同自治区バインゴリン・モンゴル自治州のチャルクリク（若羌）県内に設置されたチャルクリク駅よりホータン駅に向けて和若線が開通している。
当路線の開通によって中国から西アジアや地中海、黒海地方に至る陸上輸送の大動脈を形成することになり、将来、旅客列車と貨物列車の運行の恒常化に伴って、中国西部のエネルギーや鉱物資源の流通、地域社会・経済の発展の促進にとどまらず、中国西部地域全体に巨大な発展チャンスをもたらすことも見込まれている。

## 歴史
- 2014年12月28日 - 着工
- 2019年9月29日 - アルチン山トンネル貫通
- 2020年6月30日 - 青海省区間（ゴルムド～茫崖鎮）開通
- 2020年12月9日 - 全線が開通[9]